# Алессандрия, Арно
Арно Алессандрия (фр. Arnaud Alessandria, род. 15 июля 1993, Монако) — монегаскский горнолыжник, участник зимних Олимпийских игр 2014 года.

## Спортивная биография
На горные лыжи Арно встал уже в два года, катаясь вместе с отцом на горнолыжном курорте во Франции. На соревнованиях под эгидой FIS Георги начал выступать в 2008 году. С 2011 года Алессандрия стал принимать участия в соревнованиях Кубка Европы, до этого, выступая только в Кубке Австралии и Новой Зеландии. В Кубке мира Арно дебютировал 17 января 2014 года на этапе в швейцарском городе Венген. Алессандрия в своей дебютной гонке смог показать только 64-е время. Благодаря удачным выступления в гонках FIS и национальных чемпионатах Арно смог квалифицироваться на Игры в Сочи.
В 2014 году Арно Алессандрия дебютировал на зимних Олимпийских играх. В первом виде программы, в скоростном спуске горнолыжник из Монако, показав время 2:12,71, занял 39-е место, проиграв чемпиону австрийцу Маттиасу Майеру более 6 секунд. Также Арно выступил в соревнованиях в суперкомбинации и в супергиганте, но оба раза ему не удалось финишировать. В 2015 году Алессандрия впервые принял участие во взрослом чемпионате мира. Трижды Арно смог попасть в число 40 лучших, а наивысшим местом для монегаска стало 34-е место в комбинации.
В период с 2014 по 2019 год Алессандрия провёл 18 гонок в рамках Кубка мира. Лучшим результатом для монегаскского горнолыжника стало 45-е место в скоростном спуске на этапе в швейцарском Венгене 19 января 2019 года.

## Результаты

### Олимпийские игры
| Олимпийские игры | Скоростной спуск | Супергигант | Гигантский слалом | Слалом | Комбинация |
| ---------------- | ---------------- | ----------- | ----------------- | ------ | ---------- |
| Сочи 2014        | 39               | DNF         | —                 | —      | DNF2       |
| Пекин 2022       | 29               | 31          | —                 | —      | 13         |

### Чемпионат мира
| Чемпионат мира         | Скоростной спуск | Супергигант | Гигантский слалом | Слалом | Комбинация |
| ---------------------- | ---------------- | ----------- | ----------------- | ------ | ---------- |
| Вейл/Бивер-Крик 2015   | 39               | 37          | —                 | —      | 34         |
| Оре 2019               | —                | DSQ         | —                 | —      | —          |
| Кортина-д’Ампеццо 2021 | 28               | DNF         | —                 | —      | DNS2       |

## Личная жизнь
- Увлечения — горный велосипед, гольф, плавание.
- Прозвище — Шрек.
- Кумиром для Арно является австрийский горнолыжник Херманн Майер.